# مارچو دافچف
مارچو دافچف (بلغاری: Марчо Дафчев؛ زادهٔ ۱۲ مهٔ ۱۹۷۸) بازیکن فوتبال اهل بلغارستان است.
از باشگاه‌هایی که در آن بازی کرده است می‌توان به باشگاه فوتبال نفتچی باکو، باشگاه فوتبال بوتو پلوودیو، باشگاه فوتبال لوکوموتیو صوفیه، و باشگاه فوتبال زسکا صوفیه اشاره کرد.
وی همچنین در تیم ملی فوتبال بلغارستان بازی کرده است.